# Strega di Endor

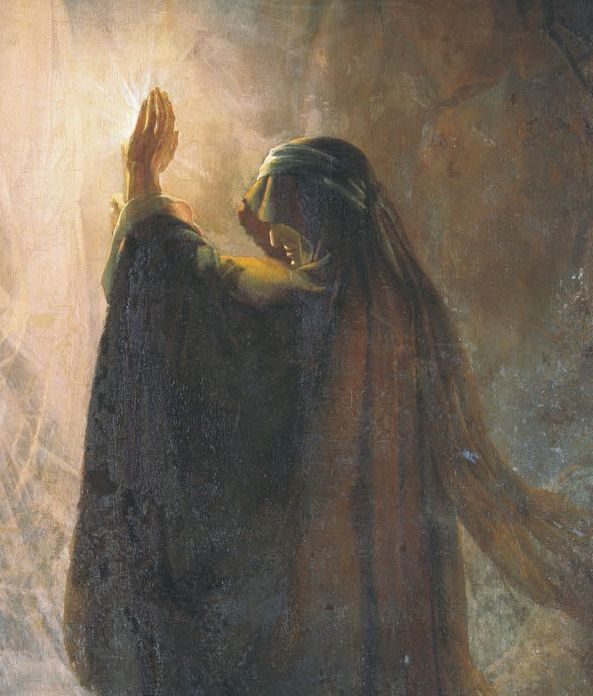
La strega di Endor, particolare di un'opera di Dmitrij Nikiforovič Martynov (1826-1889).

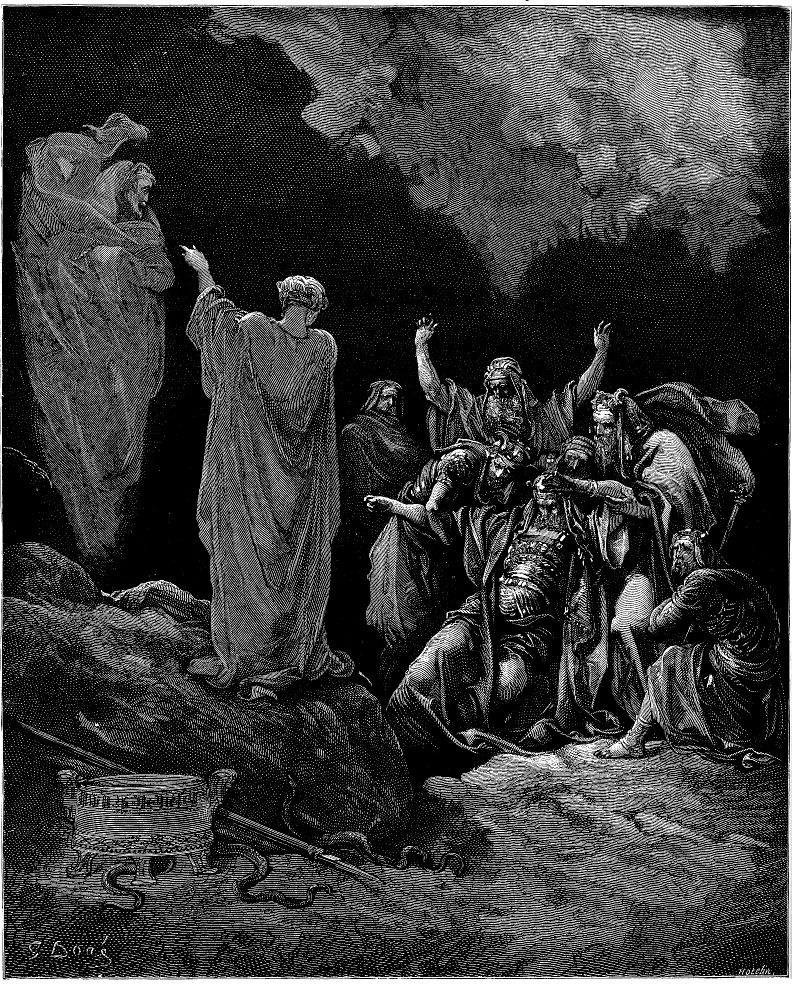
Disegno di Gustave Doré raffigurante la Strega di Endor che invoca lo spirito di Samuele su richiesta di Saul.

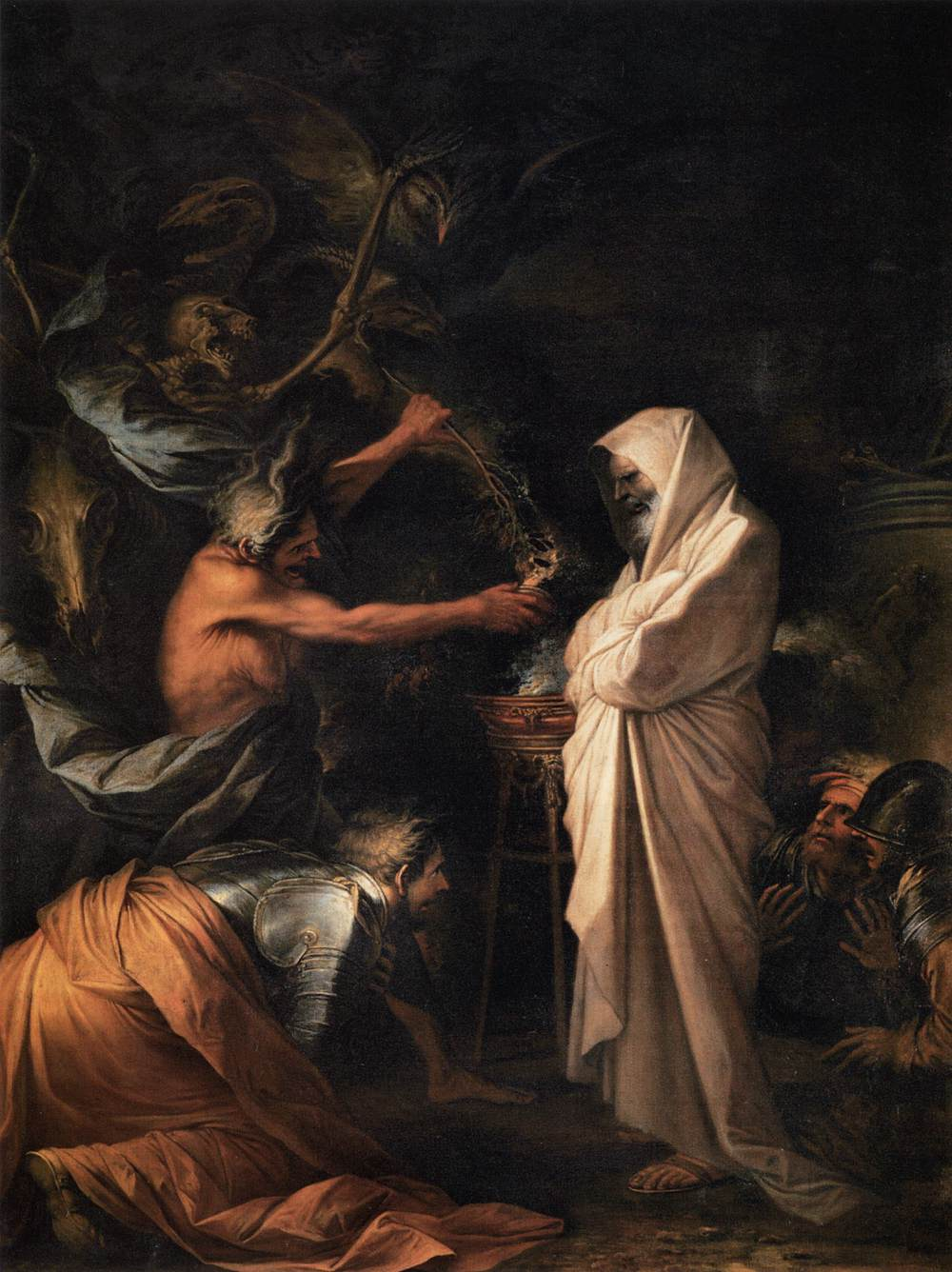
Dipinto di Salvator Rosa raffigurante Samuele che, evocato dalla strega di Endor, predice a Saul la caduta del suo regno.

La Strega di Endor è una negromante dotata del potere di evocare lo spirito dei morti citata nella Bibbia.
Compare nel primo libro di Samuele della Bibbia. Il testo biblico non ne riporta il nome, ma nella tradizione rabbinica è identificata con Zefania, madre di Abner, primo cugino e comandante in capo dell'esercito di re Saul.

## Racconto biblico
Nel capitolo 28 del primo libro di Samuele si narra che, dopo aver cacciato tutti i negromanti e i maghi da Israele, il re Saul, prima della battaglia di Gilboa, si era rivolto a Dio e ai profeti per ottenere consiglio sul come agire nei confronti dei Filistei. Non avendo ricevuto risposta, si recò in incognito a Endor, un villaggio posto tra il Monte Tabor e la collina di Moreh, per incontrarvi la Strega, una donna nota per il possesso di un talismano in grado di evocare gli spiriti dei defunti, sfuggita alla sua persecuzione.
Saul le chiese di evocare per lui lo spirito del profeta Samuele, deceduto da poco. Lo spirito di Samuele non diede a Saul le risposte che cercava, ma predisse l'imminente caduta del suo regno. Poiché la pratica della necromanzia era vietata dalla Torah, rivolgendosi alla strega Saul si rese colpevole di un grave peccato.
La profezia del fantasma di Samuele è in gran parte la ripetizione delle parole di Samuele in vita (1Sam 15): l'unica informazione nuova è la profezia che Saul sarebbe morto il giorno dopo. Tuttavia, se si considerano gli eventi dei capitoli 1Sam 28-31 narrati in ordine cronologico, Saul non sarebbe morto il giorno seguente, ma tre giorni più tardi, di modo che le truppe di Davide potessero raggiungere Ziklàg "il terzo giorno" (1Sam 30,1).

## Interpretazioni
Nella Septuaginta, la traduzione greca dell'Antico Testamento, l'espressione "una donna con uno spirito" (1Sam 28,7) è tradotta "un ventriloquo". Di conseguenza Origene ha ritenuto che la voce del fantasma fosse quella della donna.
Alcuni rabbini insegnavano che lo spirito di un morto restava nei pressi della salma per circa un anno dopo il decesso e che in questo periodo lo spirito poteva essere contattato, come avviene per Samuele.
I Padri della Chiesa e molti scrittori e teologi cristiani hanno messo in dubbio la verità letterale di questo passaggio della Bibbia, che sembra avallare la veridicità della necromanzia. Già nel medioevo la vicenda della Strega di Endor fu reinterpretata in vario modo, così da escludere tale conclusione. Alcune fonti suggeriscono che a essere evocato non fosse lo spirito di Samuele, ma un demone che aveva preso la sua forma. Altre, per esempio l'autore Hank Hanegraaff, che Samuele si fosse manifestato per volontà di Dio e non a causa dei poteri della strega.
Al di là delle contestazioni di ordine teologico, la vicenda della Strega ha lo scopo di mostrare la caduta morale di Saul che, persi i favori di Dio, si riduce a partecipare a rituali proibiti. Il messaggio che ottiene da Samuele è infatti solo una conferma della sua imminente rovina.

## Nei media
La Strega di Endor compare in numerose opere e fa ormai parte della cultura popolare: per esempio, Rudyard Kipling ne parla nel suo poema En-dor. Nella letteratura moderna, il personaggio appare nella serie di romanzi I segreti di Nicholas Flamel, l'immortale.
Endor è anche una luna dell'universo fantascientifico di Star Wars, appare nel film Il ritorno dello Jedi. Nella scena finale ambientata su Endor si manifestano ai protagonisti gli spiriti dei Jedi defunti, similmente a come avviene con i poteri necromantici della strega.